# Logansport (Luisiana)
Logansport es un pueblo ubicado en la parroquia de De Soto en el estado estadounidense de Luisiana. En el Censo de 2010 tenía una población de 1555 habitantes y una densidad poblacional de 177,52 personas por km².

## Geografía
Logansport se encuentra ubicado en las coordenadas 31°58′33″N 93°59′36″O / 31.97583, -93.99333. Según la Oficina del Censo de los Estados Unidos, Logansport tiene una superficie total de 8.76 km², de la cual 8.45 km² corresponden a tierra firme y (3.52%) 0.31 km² es agua.

## Demografía
Según el censo de 2010, había 1555 personas residiendo en Logansport. La densidad de población era de 177,52 hab./km². De los 1555 habitantes, Logansport estaba compuesto por el 53.7% blancos, el 42.32% eran afroamericanos, el 0.45% eran amerindios, el 0.13% eran asiáticos, el 0% eran isleños del Pacífico, el 1.41% eran de otras razas y el 1.99% pertenecían a dos o más razas. Del total de la población el 3.34% eran hispanos o latinos de cualquier raza.